# Rain in Face
Rain in Face, conosciuto anche come Robert Lottridge (10 febbraio 1885 – settembre 1968), è stato un giocatore di lacrosse canadese, vincitore di una medaglia di bronzo nel lacrosse maschile a squadre ai Giochi della III Olimpiade.

## Palmarès
In carriera ha conseguito i seguenti risultati:
- Giochi olimpici

Saint Louis 1904: bronzo nel lacrosse maschile a squadre.